# Statuto comunale
Lo statuto comunale, nell'ordinamento giuridico italiano, è un atto normativo di un comune italiano.
Prima dell'unità d'Italia lo statuto  comunale era una normativa particolare (ius proprium) che regolava il funzionamento amministrativo del comune: le magistrature locali, l'amministrazione della giustizia civile e penale, i danni campestri, il commercio, l'igiene pubblica. La normativa sugli statuti comunali e provinciali è regolata dal testo unico sull'ordinamento degli enti locali (TUEL).

## Storia
La storia degli statuti in Italia risale all'età comunale, quando nel XII secolo all'aumento della popolazione nelle città corrispose la necessità di regolamentare i rapporti fra cittadini e istituzioni comunali. Durante il fiorire della "età delle autonomie" nel Rinascimento, nacquero moltissimi statuti comunali, che andarono a fissare e raggruppare le prassi consolidate nel tempo, riordinare gli ordini dell’autorità centrale e codificare i principi ricavabili dalle sentenze dei giudici, andando così a formare un autentico ordinamento della città. Gli statuti comunali rimasero in vigore per molti secoli, fino all'affermarsi degli stati moderni in cui vi fu l'accentramento delle fonti del diritto. Dopo l'abrogazione degli antichi statuti comunali durante l'invasione napoleonica in Italia, anche dopo l'unità d'Italia il nuovo governo limitò la potestà statutaria comunale e provinciale nel rispetto dell'integrità della nuova nazione. In epoca fascista venne annullata l'autonomia comunale, dapprima con lo scioglimento d'autorità dei consigli comunali e poi con l'istituzione della figura del podestà (1926). 
A seguito della nascita della Repubblica Italiana, venne riaffermata l'importanza di comuni e province con l'articolo 5 della Costituzione che riconosceva promuoveva la loro esistenza, in quanto comunità locali preesistenti. Tuttavia, solamente con la legge n. 142/1990 venne finalmente disciplinato l'ordinamento delle autonomie locali: all'art. 4 venne stabilita l'adozione degli statuti da parte di comuni e province, deliberati dai rispettivi consigli, per l'organizzazione dell'ente, le attribuzioni degli organi, l'ordinamento degli uffici e dei servizi pubblici, le forme della collaborazione fra comuni e province, della partecipazione popolare, del decentramento, dell'accesso dei cittadini alle informazioni ed ai procedimenti amministrativi. Il Decreto legislativo 18 agosto 2000, n. 267, contenente il testo unico degli enti locali (TUEL), ha infine disciplinato organicamente i contenuti fondamentali ed inderogabili degli statuti comunali e provinciali.
La riforma costituzionale del 2001, confermata mediante referendum costituzionale (legge costituzionale n. 3/2001), nel modificare l'articolo 114 della Costituzione, ha introdotto il principio secondo cui "I Comuni, le Province, le Città metropolitane e le Regioni sono enti autonomi con propri statuti, poteri e funzioni secondo i princìpi fissati dalla Costituzione." A seguito di tale riforma, la legge n. 131/2003 (cosiddetta "Legge La Loggia") ha disciplinato all'art. 4 la potestà statutaria degli enti locali, definendone limiti e contenuti.

## Caratteristiche

### Emanazione
È approvato ed emanato dal consiglio comunale con cui lo stesso comune stabilisce il proprio ordinamento generale. È l'atto normativo fondamentale dell'ente locale, che ne rappresenta il potere di auto-organizzazione. Attraverso l'approvazione dello Statuto, il Comune si dà le regole relative alla sua amministrazione interna, ai fini e ai mezzi per conseguirli. 

### Contenuti
In particolare, vi vengono riportati il funzionamento degli organi di governo locali, le modalità di partecipazione dei cittadini, le forme di collaborazione tra il comune e altri enti, l'organizzazione degli uffici. Si caratterizza inoltre per una breve introduzione che identifica il comune dal punto di vista territoriale e storico, con la descrizione di stemma e gonfalone delle onorificenze di cui si decora.

## Procedimento di approvazione e modifiche
Lo statuto viene deliberato da ciascun consiglio comunale con un voto a maggioranza qualificata. L'approvazione avviene con la votazione favorevole dei due terzi dei consiglieri del consiglio comunale.
Qualora questa maggioranza non sia raggiunta alla prima votazione, lo statuto è approvato con il meccanismo della doppia maggioranza assoluta, ossia, se ottiene, entro trenta giorni, per due volte il voto favorevole della maggioranza assoluta dei consiglieri. Lo stesso procedimento è adottato anche per le modifiche statutarie.
Una volta approvato lo statuto è pubblicato nel bollettino ufficiale della regione ed affisso all'albo pretorio dell'ente per trenta giorni consecutivi; infine inviato al Ministero dell'interno per essere inserito nella raccolta ufficiale degli statuti.

## Riferimenti normativi
- Art. 6 del Decreto legislativo 18 agosto 2000, n. 267 - Testo unico delle leggi sull'ordinamento degli enti locali.